# Ву Цетјен
Ву Цетијен (кинески језик: 武则天 / 武則天, пинјин: Wǔ Zétiān; између 623 и 627. – 16. децембар 705.), личног имена Ву Џао (武曌), често навођена и као Tијен Хоу (天后) за време династије Танг и Царица супруга Ву (武后) у каснијим временима, је била једина жена у кинеској историји која је дејуре преузела царску титулу.
На двор је дошла као конкубина цара Тајцунга, након чије смрти се удала за његовог сина и наследника цара Гаоцунга, поставши 655. год. његова фурен (што се преводи као царица, супруга, али и прва пратиља). На власти је де факто била још за време за владавине њеног мужа (који је 660. год. доживео мождани удар) и синова, од 665. до 690. године, што није представљало преседан у кинеској историји. Међутим, преседан је остварила када је 690. године основала посебну царску династију под именом Џоу (周) (чиме је на неко време прекинута власт династије Танг), те је владала дејуре као Света и божанска владарска царица (聖神皇帝) од 690. до 705. године.
Током њене владавине Кина је значајно проширила своје границе дубоко у средишњу Азију, али и на Корејско полуострво. такође, уз константну борбу за очување врховне власти, царица Ву Цетијен је увела значајне промене у обликовању кинеског друштва и државне потпоре таоизму, будизму, образовању и књижевности. Била је покровитељ уметничким делима у Лунгмен пећинама, те Стеле без речи која се чува у маузолеју Ћијенлинг, али и бројних грађевина и бронзаних дела која нису сачувана.
Поред значајне политичке каријере, Ву Цетијен је имала и значајан породични живот као мајка тројице синова који су били престолонаследници, те бака унука који је касније постао славни Цар Сјуенцунг од Танга, а који је владао „златним добом” обновљене династије Династија Танг. Такође је и довршила највећу палату икада изграђену у историји, палату Даминг.
Њен успон на власт и владавина су касније били предметом жестоких критика конфучијанских теоретичара, али су је комунистички историчари од 1950-их почели оправдавати. Али нажалост, упркос важности њене владавине и дуготрајности њених реформи, она највише привлачи пажњу својим полом, као једина жена која је успела одржати јединство кинеског царства носећи једно време титулу Хуангди („Небески Цар”). Њене познате супарнице су царица удовица Циси из династије Ћинг, царица Лију Е из династије Сунг и царица Лу Џи из династије Хан.

## Детињство
Њен рођендан се традиционално обележава 17. фебруара, док је година рођења непозната, могуће је 623, највероватније 624, 625 или чак 627. Рођена је у имућној породици. Њен отац Ву Шихуо је био велики пријатељ првог цара династије Танг, цара Гаоцуа. Њена мајка Госпа Јанг је била из моћног клана Јанг из династије Суеј. Предпоставља се да је рођена у Гуангјуену, али како је њен отац био изузетно добар префект, селили су се из места у место. Имала је две сестре Ву Шун и Госпа Ву, Госпа од Гуоа.
Као мала, мајка је и њу и њене сестре учила конфучијанством и редовно су посећивале будистичке манастире. Отац ју је учио да чита и пише и васпитао је у области музике тако да је знала да свира.
635. године, када је њен отац умро од туге за својим пријатељем Ли Јуеном, живот будуће царице се преокренуо. Њена два полубрата из очевог првог брака, Ву Јуеншанг и Ву Јуенћинг
, су малтретирали њу, њене сестре и њену мајку. Након ових малтретирања, Ву Џао је увидела колико живот може бити окрутан.

## Боравак на двору и владавина као царица
На двор је дошла као конкубина цара Тајцунга око 638. године. Радила је у царској вешерници. Дуго време није запала за око цару, међутим, једном приликом када нико није могао да смири коња цара Тајцунга, она је затражила бич, чекић и мач и рекла "бичеваћу га док се не смири, ако се не буде смирио, ударићу га чекићем, али ако се ни тад не буде смирио, пререзаћу му врат". Цар је био запањен али није могао да је уклони с двора јер га је годинама служила. Док је служила цара Тајцунга, одржавала је и аферу са његовим сином, Ли Џијем, будући цар Гаоцунг. Када је цар Тајцунг умро 649. године, Ву и остале конкубине које нису родиле децу цару, морале су да напусте двор, ошишају се и оду у манастир Ганје да служе као калуђерице остатак живота.
Једном приликом, када је Гаоцунг постао цар, дошао је у манастир да обележи годишњицу смрти свом оцу цару Тајцунгу и угледао Ву. По легенди, обоје су заплакали кад су се видели присећајући се времена на двору.
Када је враћена на двор, Гаоцунгова царица Ванг и његова главна супруга Сијао су стално долазиле у сукобе. Царица Ванг је помислила да би Ву могла да се свађа са супругом Сијао док она проводи време с царем. Ву је родила цару двоје деце, 652 Ли Хунга и принцезу Си од Андинга 654. Принцеза Си од Андинга је убијена само недељу дана након рођења. Ву је рекла да су је убиле царица Ванг и супруга Сијао, међутим, каснијих година се сумњало да је Ву задавила. Ву је наредила да се њих две осакате и ставе у буре с вином где су живеле још пар дана. Ву је у октобру 655. године постала нова царица династије Танг.
Од 660. године, Ву Цетијен је контролисала кинески двор, довршила је палату Даминг, изградила Лунгмен пећине и многе остале добробити за државу. Како је Гаоцунг био стално болестан, иза њега је владала царица Ву, седела је иза застора, слушала све дворске аудијенције. Основала је шпијунску мрежу раширену по двору и по држави. Ова шпијунска мрежа јој је помагала у заустављању побуна и претњи на време. Била је велики подржаник будизма. У сваком граду у Кини је изградила по једну пагоду. Једном приликом, када је Гаоцунг боловао од помућеног вида, царица Ву је морала да му чита извештаје. Читала их је или како се њој свидело или је читала прави извештај али поступала по свом ауторитету. Многе канцеларе и министре који су јој се противили, попут Шангуан Јиа (он је био деда главне секретарице царице Ву, Шангуан Ванер), Џангсун Вуђија (рођак Тајцунгове царице Џангсун), Пеј Јена и остале је царица Ву погубила. Поред Ли Хунга и принцезе Си од Андинга, царица Ву је имала Ли Сијена рођеног 655 године, Ли Сјена, будућег цара Џунгцунга рођеног 656 године, Ли Дана, будућег цара Жујцунга рођеног 662 године и принцезу Тајпинг рођену око 662 године. Ли Хунг је био престолонаследник и вероватно га је царица Ву отровала 675 године. Другог сина Ли Сијена, који је такође био престолонаследник, је протерала. У његову кућу у изгнанству је послала једног генерала да га посети и са саветом да треба да га убије. Ли Сијен се обесио у својој кући у изгнанству 684 године.
666 године је наговорила цара Гаоцунга да је поведе на планину Тај да с њим врши тамо ритуале који су искључиво били намењени мушкарцима.
668 године је послала војне кампање против корејског краљевства Сила и те кампање су толико биле моћне да је власт Кореје смањена са краљевске на вазалну.
Реформисала је и царске испите с којима су се људи учлањивали на двор. За време њене владавине, дозволила је и људима који долазе из забачених крајева државе и који нису из моћних кланова да полажу испите, док то није раније било дозвољено.
27. децембра 683 године цар Гаоцунг је умро. Следећи наследник преста је био Ли Сјен, цар Џунгцунг.

## Царица удовица
Након смрти цара Гаоцунга, царица Ву је постала царица удовица и почела је да влада иза својих синова, Ли Сјена, цара Џунгцунга и Ли Дана, цара Жујцунга. Џунгцунг је постао цар у јануару 684. Његова царица Веј се угледала на своју сверкву и хтела је да контролише двор баш као она. На двор је довела свог оца Веј Сјуенџена као министра. Џунгцунг није хтео да сарађује ни са својом царицом а ни са својом мајком. Када је царица удовица Ву чула да је царица Веј довела свог оца на двор, сазвала је неколико министара да напишу едикт о свргнућу новог цара и нове царице. У сред аудијенције, царица удовица Ву је послала војску да свргну и одведу у изгнанство Џунгцунга и његову трудну царицу Веј. Џунгцунг је свргнут након месец дана владавине.
За следећег цара поставила је Ли Дана за цара Жујцунга, исте године у фебруару. Међутим, њега је одмах ставила у кућни притвор где је био све до 690 године, када је народ почео да потписује петиције да царица удовица Ву постане цар. Прву петицију је потписало 30.000 људи, другу петицију је постписало 60.000 људи, укључујући и цара Жујцунга. Тек када је видела да је и њен син потписао петицију, прихватила је и 9. септембра 690 године, на капији Цетијен, некадашња царица и царица удовица је сада постала нови цар новоосноване династије Џоу. Постала је једина жена у историји Кине која је преузела титулу Сина Неба.

## Свети Божански Цар
Као цар, владала је 15 година. Њена територија се ширила на корејско полуострво и дубоко у средњу Азију. Током своје владавине, многе грађевине је изградила попут будистичких пагода и дворана. Изградила је највишу дрвену зграду у историји Кине, дворану за дворске аудијенције и велике прославе дворану Мингтанг. За време своје владавине, дала је већи значај сељацима и пољопривреди, смањила је порезе, повећала производњу свиле и чаја у свет, поново отворила пут Свиле који је био затворен због куге, повратила земљишне поседе на путу Свиле које су одузели Плави Турци за време владавине цара Тајцунга, увела обавезно школовање и нашла посвећене наставнике, проширила будизам, чак је и направила бакарне сандучиће где је народ могао да придаје анонимне жалбе на државу. Такође је реформисала и војску.
Како су године пролазиле, територије су јој полако биле одузете, постала је параноична и правила чистку у администрацији тако што је погубљивала свакога кога је сматрала неверним из неког разлога, укључујући и своје унуке принца Јидеа и принцезу Јонгтај. Како је осетила да је почела да стари, пронашла је на двору два музичара, браћу близанце Џанг. Како би доказала себи да још има вољу за животом, почела је да се телесно задовољава са браћом. Ву Цетијен се никада није разбољевала, сем пред крај живота два пута. Када се 701 године озбиљно разболела, таоистички монаси су покушавали да је излече. Тада је кренула да фаворизује таоизам.

## Свргнуће и смрт
20. фебруара 705 године, у дворани Чангшенг у којој је Ву Цетијен редовно проводила време, војска је вратила из изгнанства бившег цара Џунгцунга, упали су у царичину палату, убили браћу Џанг и натерали царицу да преда престо бившем цару Џунгцунгу. 21. фебруара је издат едикт у њено име да је Џунгцунг постао регент а 22. фебруара поново је издат нови едикт у њено име да предаје Ли Сјену престо и тако је 23. фебруара Џунгцунг поново постао цар. 24. фебруара, Ву Цетијен је под тешком стражом напустила дворану Чангшенг и пребачена је у помоћну палату Шангјанг.
У палати Шангјанг је лежала у кревету, чекајући судњи дан. Понекад је одржавала аудијенције када би неколико министара дошло да јој дају извештај, али само да би њој удовољили, јер њене аудијенције нису имале никаквог значаја више за државу. Када је практиковала Зен будизам, увидела је да све титуле које је носила и сво богатсво које је имала да је све то празно и безвредно. Она је била тај шанг хуангди, пензионисани цар. Та титула се давала цару који је жив али је свгрнут у корист новог цара. 16. децембра 705 године, Ву Цетијен, некада моћна царица и цар, је умрла у својој болесничкој постељи. Сахрањена је у гробници са Гаоцунгом и то су два једина цара сахрањена у истој гробници у Кини. Њена гробница је једна од ретких неопљачканих гробница за сад. Сахрањена је или у мају 706 године или 2. јула 706 године. За собом је оставила чврсте темеље за Златно доба династије Танг коју ће унапредити и обновити цар Сјуенцунг. Касније је цар Сјуенцунг добио надимак "Светли цар" због Златног доба којим је владао.